# Liste der Kulturdenkmale in Eisfeld
Die Liste der Kulturdenkmale in Eisfeld umfasst die als Ensembles, Einzeldenkmale und Bodendenkmale erfassten Kulturdenkmale in der thüringischen Gemeinde Eisfeld und ihrer Ortsteile (Stand: 11. Februar 2025).
Die Angaben in der Liste ersetzen nicht die rechtsverbindliche Auskunft der zuständigen Denkmalschutzbehörde.

## Legende
- Bild: zeigt ein Bild des Kulturdenkmals und gegebenenfalls einen Link zu weiteren Fotos des Kulturdenkmals im Medienarchiv Wikimedia Commons
- Bezeichnung: Name, Bezeichnung oder die Art des Kulturdenkmals
- Lage: Wenn vorhanden Straßenname und Hausnummer des Kulturdenkmals; Grundsortierung der Liste erfolgt nach dieser Adresse. Der Link Karte führt zu verschiedenen Kartendarstellungen und nennt die Koordinaten des Kulturdenkmals.
 Kartenansicht, um Koordinaten zu setzen – in dieser Kartenansicht sind Kulturdenkmale ohne Koordinaten mit einem roten bzw. orangen Marker dargestellt und können in der Karte gesetzt werden. Kulturdenkmale ohne Bild sind mit einem blauen bzw. roten Marker gekennzeichnet, Kulturdenkmale mit Bild mit einem grünen bzw. orangen Marker.
- Datierung: gibt das Jahr der Fertigstellung beziehungsweise das Datum der Erstnennung oder den Zeitraum der Errichtung an
- Beschreibung: bauliche und geschichtliche Einzelheiten des Kulturdenkmals, vorzugsweise die Denkmaleigenschaften
- ID: Die ID identifiziert das Kulturdenkmal eindeutig. In Thüringen sind aktuell keine IDs veröffentlicht. In der ID-Spalte kann sich auch folgendes Icon  befinden, dies führt zu Angaben zu diesem Kulturdenkmal bei Wikidata.

## Ensemble

### Bockstadt
| Bild            | Bezeichnung                             | Lage                                                                | Datierung | Beschreibung | ID |
| --------------- | --------------------------------------- | ------------------------------------------------------------------- | --------- | ------------ | -- |
| Fotos hochladen | Schloss mit Park, Gestüt und Grabstätte | Münchhausen Allee 40; Harraser Straße 24 Flurstück(e) 290/4 (Karte) |           |              |    |

### Eisfeld
| Bild | Bezeichnung                          | Lage | Datierung | Beschreibung | ID |
| ---- | ------------------------------------ | --- | --------- | ------------ | -- |
| BW   | Bahnhofstraße                        | Bahnhofstraße 1, 3, 5, 7, 9, 10, 11, 13, 15, 17, 19, 21, 23, 25, 2, 4, 6, 8, 10, 12, 14, 16, 18, 20, 22, 24, 26, 28, 30 (Karte) |           |              |    |
| BW   | Neustadt mit Stadtkirche und Schloss | linkes Werra-Ufer (Karte) |           |              |    |

### Herbartswind
| Bild            | Bezeichnung            | Lage                                                                     | Datierung | Beschreibung | ID |
| --------------- | ---------------------- | ------------------------------------------------------------------------ | --------- | ------------ | -- |
| Fotos hochladen | Kellerhaus und Scheune | Ortsausgang, Ortsstraße Herbartswinder Straße von/nach Bockstadt (Karte) |           |              |    |

## Einzeldenkmale

### Bockstadt
| Bild                           | Bezeichnung               | Lage               | Datierung | Beschreibung | ID |
| ------------------------------ | ------------------------- | ------------------ | --------- | ------------ | -- |
| Fotos hochladen                | Mühle / Bockstadter Mühle | Mühlweg 10 (Karte) |           |              |    |
| Fotos hochladen                | Gestüt                    | (Karte)            |           |              |    |
| weitere Bilder Fotos hochladen | Schloss                   | (Karte)            |           |              |    |

### Eisfeld
| Bild                                    | Bezeichnung                                                                           | Lage                                                                                         | Datierung | Beschreibung              | ID |
| --------------------------------------- | ------------------------------------------------------------------------------------- | -------------------------------------------------------------------------------------------- | --------- | ------------------------- | -- |
| Fotos hochladen                         | Scheunenanlage                                                                        | Hirschendorfer Straße (Karte)                                                                |           |                           |    |
| Fotos hochladen                         | Scheunenanlage                                                                        | Vor dem oberen Tor o. Nr.; Theodor-Neubauer-Straße (Karte)                                   |           |                           |    |
| weitere Bilder Fotos hochladen          | Gartenhaus, Denkmal, Garten / Otto-Ludwig-Gedenkstätte                                | Am Volkshaus o. Nr. Flurstück(e) 1068/12 (Karte)                                             |           |                           |    |
| Direkt Bild zu diesem Denkmal hochladen | Kellerhaus                                                                            | An der Zehnt o. Nr.                                                                          |           |                           |    |
| Fotos hochladen                         | Stadtbrauhaus                                                                         | Braugasse 13 (Karte)                                                                         |           |                           |    |
| Fotos hochladen                         | Wohnhaus                                                                              | Braugasse 7a, 7b (Karte)                                                                     |           |                           |    |
| Fotos hochladen                         | Wohnhaus                                                                              | Breite Straße 6 (Karte)                                                                      |           |                           |    |
| Direkt Bild zu diesem Denkmal hochladen | Nebengebäude                                                                          | Breite Straße 6                                                                              |           |                           |    |
| Fotos hochladen                         | Gehöft                                                                                | Breite Straße 7; Alter Graben 21 (Karte)                                                     |           |                           |    |
| Fotos hochladen                         | Wohnhaus                                                                              | Breite Straße 13 (Karte)                                                                     |           |                           |    |
| Fotos hochladen                         | Wohnhaus mit Wirtschaftsgebäuden (ehem. Gerberei)                                     | Breite Straße 22 Flurstück(e) 501 (Karte)                                                    |           |                           |    |
| weitere Bilder Fotos hochladen          | Stadttor Hirschendorfer Tor                                                           | Breite Straße 29 (Karte)                                                                     |           |                           |    |
| Direkt Bild zu diesem Denkmal hochladen | Alter Friedhof                                                                        | Coburger Straße o. Nr.                                                                       |           | doppelt vorhanden         |    |
| Fotos hochladen                         | Wohn- und Geschäftshaus, Nebengebäude                                                 | Georgstraße 25, 27 (Karte)                                                                   |           |                           |    |
| Fotos hochladen                         | Wohnhaus, Hofgebäude                                                                  | Häfenmarkt 11 (Karte)                                                                        |           |                           |    |
| Fotos hochladen                         | Herrenmühle                                                                           | Herrenmühlenweg 16 (Karte)                                                                   |           |                           |    |
| Fotos hochladen                         | Wohnhaus, Nebengebäude                                                                | Hüttengasse 1 (Karte)                                                                        |           |                           |    |
| weitere Bilder Fotos hochladen          | Wohn- und Geschäftshaus                                                               | Justus-Jonas-Straße 5 (Karte)                                                                |           |                           |    |
| Fotos hochladen                         | Portal                                                                                | Karl-Marx-StraßeCoburger Straße Friedhof (Karte)                                             |           |                           |    |
| weitere Bilder Fotos hochladen          | Evangelisch-lutherische Stadtkirche                                                   | Kirchplatz o. Nr. Flurstück(e) 163 (Karte)                                                   |           | mit Ausstattung           |    |
| weitere Bilder Fotos hochladen          | Alte Schule                                                                           | Kirchplatz 5 (Karte)                                                                         |           |                           |    |
| weitere Bilder Fotos hochladen          | Schulgebäude Staatliche Regelschule ‚Otto Ludwig‘                                     | Kirchplatz 6 Flurstück(e) 318/8 (Karte)                                                      |           |                           |    |
| Fotos hochladen                         | Turnhalle Lobensteinhalle                                                             | Kirchplatz 6 Flurstück(e) 318/8 (Karte)                                                      |           |                           |    |
| weitere Bilder Fotos hochladen          | Pfarrhaus                                                                             | Kirchplatz 8, 9 (Karte)                                                                      |           |                           |    |
| weitere Bilder Fotos hochladen          | Marktbrunnen                                                                          | Marktplatz o. Nr. (Karte)                                                                    |           |                           |    |
| weitere Bilder Fotos hochladen          | Otto-Ludwig-Denkmal                                                                   | Marktplatz o. Nr. (Karte)                                                                    |           |                           |    |
| weitere Bilder Fotos hochladen          | Schloss mit Freiflächen (Schlossgärten), Zufahrt, Stützmauern und Einfriedungen       | Marktplatz 2 (Karte)                                                                         |           |                           |    |
| weitere Bilder Fotos hochladen          | Hotel Deutsches Haus                                                                  | Marktplatz 3 (Karte)                                                                         |           |                           |    |
| Fotos hochladen                         | Wohnhaus                                                                              | Marktplatz 13 (Karte)                                                                        |           |                           |    |
| Fotos hochladen                         | Wirtschaftsgebäude                                                                    | Marktplatz 13                                                                                |           |                           |    |
| Fotos hochladen                         | Rathaus                                                                               | Marktstraße 2 (Karte)                                                                        |           |                           |    |
| Fotos hochladen                         | Gasthof zum Rautenkranz                                                               | Marktstraße 31 (Karte)                                                                       |           |                           |    |
| Direkt Bild zu diesem Denkmal hochladen | Nebengebäude                                                                          | Marktstraße 31                                                                               |           |                           |    |
| BW                                      | Brunnen                                                                               | Neumarkt o. Nr. auf dem Neumarkt (Karte)                                                     |           | nicht mehr vorhanden      |    |
| Fotos hochladen                         | Fabrik / Holzstabweberei                                                              | Neumarkt 8 (Karte)                                                                           |           | Neubau                    |    |
| Fotos hochladen                         | Kastners Mühle                                                                        | Oberend 29 (Karte)                                                                           |           |                           |    |
| Fotos hochladen                         | Wohnhaus, Nebengebäude                                                                | Oberend 35 (Karte)                                                                           |           |                           |    |
| Fotos hochladen                         | Wohnhaus                                                                              | Sachsendorfer Straße 1 (Karte)                                                               |           |                           |    |
| weitere Bilder Fotos hochladen          | Kirche mit Ausstattung, Grundstück und Einfriedung / Katholische Kirche St. Elisabeth | Schalkauer Straße o. Nr. zwischen Nr. 19 und 25 Flurstück(e) 1095/2 (Karte)                  |           |                           |    |
| weitere Bilder Fotos hochladen          | Kirche Grabmal / Gottesackerkirche (Ruine), Grabmal Johann Birghardt                  | Schalkauer Straße o. Nr. Coburger Straße o. Nr. auf dem Friedhof Flurstück(e) 1180/2 (Karte) |           |                           |    |
| Direkt Bild zu diesem Denkmal hochladen | Grabstätte / Grabstätte Familie Cronacher                                             | Schalkauer Straße o. Nr.; Steudacher Straße Friedhof, Bereich E, FG Nr. 1391                 |           |                           |    |
| Direkt Bild zu diesem Denkmal hochladen | Grabstätte / Grabstätte Familie Hofmann                                               | Schalkauer Straße o. Nr.; Steudacher Straße Friedhof, Bereich A, FG Nr. 11                   |           |                           |    |
| Fotos hochladen                         | Grabstätte / Grabstätte Familien Müller und Dahinten                                  | Schalkauer Straße o. Nr.; Steudacher Straße Friedhof, Bereich C, FG Nr. 515                  |           |                           |    |
| Direkt Bild zu diesem Denkmal hochladen | Grabstein / Grabstein Otto Keiser                                                     | Schalkauer Straße o. Nr.; Steudacher Straße Friedhof, Bereich D                              |           |                           |    |
| Direkt Bild zu diesem Denkmal hochladen | Ehrenfriedhof (sowjetisch) / Ehrenfriedhof für drei sowjetische Bürger                | Schalkauer Straße o. Nr.; Steudacher Straße Friedhof, Bereich D                              |           |                           |    |
| Fotos hochladen                         | Friedhofskapelle und Leichenhalle mit Ausstattung                                     | Schalkauer Straße o. Nr.; Steudacher Straße Flurstück(e) 1186/2, 1187 (Karte)                |           |                           |    |
| BW                                      | Wohnhaus, Garten, Einfriedung                                                         | Schleusinger Straße 5 (Karte)                                                                |           |                           |    |
| Fotos hochladen                         | Wohnhaus                                                                              | Schwarzburger Straße 3 (Karte)                                                               |           |                           |    |
| Fotos hochladen                         | Wohn- und Geschäftshaus                                                               | Traubenwirtsgasse 13 (Karte)                                                                 |           |                           |    |
| Fotos hochladen                         | Mühle / Mittelmühle, ehem. Märbelmühle                                                | Traubenwirtsgasse 2 Flurstück(e) 502/4, 503/1 (Karte)                                        |           |                           |    |
| BW                                      | Brücke / Werrabrücke                                                                  | Untere Aue o. Nr. (Karte)                                                                    |           | 2019 durch Neubau ersetzt |    |
| Fotos hochladen                         | Grenzstein / Landeshoheitszeichen Herzogtum Sachsen-Meiningen                         | Landesgrenze Thüringen/Bayern, westlich der B 4 K530 (Karte)                                 |           |                           |    |
| Direkt Bild zu diesem Denkmal hochladen | Brunnen / Stethenbrunnen                                                              | an der Werra                                                                                 |           |                           |    |
| Fotos hochladen                         | Denkmal                                                                               | auf dem Galgenberg (Karte)                                                                   |           |                           |    |
| weitere Bilder Fotos hochladen          | Stadtbefestigung                                                                      | (Karte)                                                                                      |           |                           |    |

### Friedrichshöhe
| Bild                           | Bezeichnung                  | Lage                                                                                            | Datierung | Beschreibung | ID |
| ------------------------------ | ---------------------------- | ----------------------------------------------------------------------------------------------- | --------- | ------------ | -- |
| weitere Bilder Fotos hochladen | Gedenkstein / Dreistromstein | östlich außerhalb der Ortslage, unweit nordwestlich von Siegmundsburg Flurstück(e) 1153 (Karte) |           |              |    |

### Harras
| Bild                                    | Bezeichnung                                                  | Lage                                                                            | Datierung | Beschreibung | ID |
| --------------------------------------- | ------------------------------------------------------------ | ------------------------------------------------------------------------------- | --------- | ------------ | -- |
| Direkt Bild zu diesem Denkmal hochladen | Gehöft                                                       | Bäckergasse 53                                                                  |           |              |    |
| Direkt Bild zu diesem Denkmal hochladen | Gehöft                                                       | Bäckergasse 54                                                                  |           |              |    |
| Direkt Bild zu diesem Denkmal hochladen | Wohnhaus                                                     | Hildburghäuser Straße 46 Adresse nicht mehr aktuell (DDR-K HBN); Lage unbekannt |           |              |    |
| Fotos hochladen                         | Gasthaus                                                     | Schackendorfer Straße 3 (Karte)                                                 |           |              |    |
| weitere Bilder Fotos hochladen          | Kirche mit Ausstattung, Kirchhof, Stützmauer und Einfriedung | Schulberg 13; Bockstadter Straße Flurstück(e) 221 (Karte)                       |           |              |    |

### Heid
| Bild            | Bezeichnung               | Lage                                          | Datierung | Beschreibung | ID |
| --------------- | ------------------------- | --------------------------------------------- | --------- | ------------ | -- |
| Fotos hochladen | Backhaus und Spritzenhaus | Bachfelder Weg o. Nr. Flurstück(e) 48 (Karte) |           |              |    |
| Fotos hochladen | Brunnen                   | Rottenbacher Weg (Karte)                      |           |              |    |

### Herbartswind
| Bild            | Bezeichnung | Lage                                        | Datierung | Beschreibung | ID |
| --------------- | ----------- | ------------------------------------------- | --------- | ------------ | -- |
| Fotos hochladen | Pferdestall | Ortsstraße Herbartswinder Straße 14 (Karte) |           |              |    |

### Hinterrod
| Bild                                    | Bezeichnung  | Lage               | Datierung | Beschreibung | ID |
| --------------------------------------- | ------------ | ------------------ | --------- | ------------ | -- |
| Fotos hochladen                         | Schlauchturm | Ortsstraße (Karte) |           |              |    |
| Direkt Bild zu diesem Denkmal hochladen | Viehtränke   | Ortsstraße         |           |              |    |

### Hirschendorf
| Bild                           | Bezeichnung                                                            | Lage                                    | Datierung | Beschreibung | ID |
| ------------------------------ | ---------------------------------------------------------------------- | --------------------------------------- | --------- | ------------ | -- |
| weitere Bilder Fotos hochladen | Kirche mit Ausstattung, Kirchhof und Gefallenendenkmal mit Einfriedung | Kirchstraße 4 Flurstück(e) 1153 (Karte) |           |              |    |

### Saargrund
| Bild                                    | Bezeichnung                    | Lage                  | Datierung | Beschreibung | ID |
| --------------------------------------- | ------------------------------ | --------------------- | --------- | ------------ | -- |
| Fotos hochladen                         | Schule und Feuerwehrgerätehaus | Ortsstraße 29 (Karte) |           |              |    |
| Direkt Bild zu diesem Denkmal hochladen | Flößteichdamm                  | im Pechgrund          |           |              |    |

### Sachsenbrunn
| Bild                                    | Bezeichnung                                                     | Lage                                        | Datierung | Beschreibung    | ID |
| --------------------------------------- | --------------------------------------------------------------- | ------------------------------------------- | --------- | --------------- | -- |
| Direkt Bild zu diesem Denkmal hochladen | Gehöft                                                          | Hirschendorfer Straße 5                     |           |                 |    |
| weitere Bilder Fotos hochladen          | Evangelische Kirche Zum Heiligen Kreuz, Sachsenbrunn            | Werrastraße 143 Flurstück(e) 325 (Karte)    |           | mit Ausstattung |    |
| BW                                      | Villa mit Nebengebäude, Grundstück und Allee / sog. Prinzenhaus | Werrastraße 195 Flurstück(e) 1092 (Karte)   |           |                 |    |
| BW                                      | Mühle mit Nebengebäude / Alte Mechenmühle                       | Zur Märbelmühle 1 Flurstück(e) 1203 (Karte) |           |                 |    |
| weitere Bilder Fotos hochladen          | Tanzlinde                                                       | Flurstück(e) 302/2 (Karte)                  |           |                 |    |

### Schirnrod
| Bild                                    | Bezeichnung  | Lage     | Datierung | Beschreibung | ID |
| --------------------------------------- | ------------ | -------- | --------- | ------------ | -- |
| Direkt Bild zu diesem Denkmal hochladen | Leichenhalle | Friedhof |           |              |    |

### Stelzen
| Bild                                    | Bezeichnung | Lage                                               | Datierung | Beschreibung           | ID |
| --------------------------------------- | ----------- | -------------------------------------------------- | --------- | ---------------------- | -- |
| Direkt Bild zu diesem Denkmal hochladen | Brunnen     | Dorfanger o. Nr. östlich des Anwesens Dorfstraße 8 |           |                        |    |
| weitere Bilder Fotos hochladen          | St. Marien  | Zur Itzquelle o. Nr. Flurstück(e) 886 (Karte)      |           | Kirche mit Ausstattung |    |

### Waffenrod
| Bild                                    | Bezeichnung                                                           | Lage                                         | Datierung | Beschreibung | ID |
| --------------------------------------- | --------------------------------------------------------------------- | -------------------------------------------- | --------- | ------------ | -- |
| weitere Bilder Fotos hochladen          | Kirche mit Ausstattung, Friedhof und Einfriedung / Ev. Christuskirche | Flurstück(e) 1 (Karte)                       |           |              |    |
| Direkt Bild zu diesem Denkmal hochladen | Brunnen                                                               | Schulweg, vor Hauptstraße 36 Flurstück(e) 37 |           |              |    |

## Bodendenkmale

### Eisfeld
| Bild                                    | Bezeichnung | Lage                                                                               | Datierung | Beschreibung | ID |
| --------------------------------------- | ----------- | ---------------------------------------------------------------------------------- | --------- | ------------ | -- |
| Direkt Bild zu diesem Denkmal hochladen | Kreuzstein  | Schlosspark, Grünfläche, ca. 2 m sö der Freitreppe zum Schlosshof Flurstück(e) 105 |           |              |    |

### Harras
| Bild                                    | Bezeichnung     | Lage                                         | Datierung | Beschreibung | ID |
| --------------------------------------- | --------------- | -------------------------------------------- | --------- | ------------ | -- |
| Direkt Bild zu diesem Denkmal hochladen | Hügelgräberfeld | auf dem Südhang der Leite Flurstück(e) 856/3 |           |              |    |

### Sachsendorf
| Bild                                    | Bezeichnung | Lage                                                   | Datierung | Beschreibung | ID |
| --------------------------------------- | ----------- | ------------------------------------------------------ | --------- | ------------ | -- |
| Direkt Bild zu diesem Denkmal hochladen | Befestigung | nordwestlich vom Ort, Burgberg Flurstück(e) 2183, 2185 |           |              |    |

### Stelzen
| Bild                                    | Bezeichnung                         | Lage | Datierung | Beschreibung | ID |
| --------------------------------------- | ----------------------------------- | --- | --------- | ------------ | -- |
| Direkt Bild zu diesem Denkmal hochladen | Doppelstein ‚Zwei erfrorene Kinder‘ | unmittelbar südlich an der Straße nach Schirnrod, ca. 650 m westlich der Kirche von Stelzen Flurstück(e) 87/4 |           |              |    |
| Direkt Bild zu diesem Denkmal hochladen | Steinsäule, Docke                   | ca. 7 m südlich der Straße nach Schirnrod, ca. 750 m westlich der Kirche von Stelzen Flurstück(e) 87/4        |           |              |    |

### Weitesfeld
| Bild                                    | Bezeichnung | Lage                                                                                         | Datierung | Beschreibung | ID |
| --------------------------------------- | ----------- | -------------------------------------------------------------------------------------------- | --------- | ------------ | -- |
| Direkt Bild zu diesem Denkmal hochladen | Steinkreuz  | ca. 950 m von Weitesfeld entfernt, ca. 9 m südlich Verbindungsweg zur B89 Flurstück(e) 433/3 |           |              |    |